# Gard Myhre
Gard Myhre (* 5. Juli 1974) ist ein ehemaliger norwegischer Nordischer Kombinierer.

## Werdegang
Gard Myhre gab am 12. Dezember 1992 im französischen Courchevel sein Debüt im Weltcup der Nordischen Kombination. In einem Gundersen-Wettkampf von der Großschanze belegte er den neunten Rang. Sein bestes Resultat im Weltcup erzielte er rund fünf Jahre später am 11. Dezember 1997 mit einem vierten Platz im Sprint von Steamboat Springs. Erfolgreicher gestaltete sich seine Laufbahn im zweitklassigen B-Weltcup der Nordischen Kombination. In dieser Wettbewerbsserie konnte er in der Saison 1995/96 zwei Wettkämpfe und die Gesamtwertung gewinnen.
Myhre nahm an den Nordischen Junioren-Skiweltmeisterschaften 1993 im tschechischen Harrachov teil. Gemeinsam mit Knut Borge Andersen und Halldor Skard gewann er im Teamwettbewerb die Goldmedaille. Im Einzelwettkampf erreichte er mit dem dritten Platz hinter Andersen und dem Österreicher Christoph Eugen die Bronzemedaille.
Sein letztes internationales Rennen absolvierte Gard Myhre am 13. März 1998 in Oslo.

## Erfolge

### Nordische Junioren-Skiweltmeisterschaften
- Harrachov 1993: 1. Team (K 90/3 × 10 km), 3. Gundersen (K 90/10 km)

### Weltcup-Platzierungen
| Saison  | Platz | Punkte |
| ------- | ----- | ------ |
| 1992/93 | 20.   | 012    |
| 1993/94 | 72.   | 004    |
| 1996/97 | 12.   | 480    |
| 1997/98 | 16.   | 471    |

### B-Weltcup-Siege im Einzel
| Nr. | Datum            | Ort         | Disziplin |
| --- | ---------------- | ----------- | --------- |
| 1.  | 24. Februar 1996 | Calgary     | Gundersen |
| 2.  | 16. März 1996    | Baiersbronn | Gundersen |

### B-Weltcup-Platzierungen
| Saison  | Platz | Punkte |
| ------- | ----- | ------ |
| 1993/94 | 18.   | 029    |
| 1994/95 | 06.   | 113    |
| 1995/96 | 01.   | 165    |